# Rovačko Trebaljevo
Rovačko Trebaljevo este un sat din comuna Kolašin, Muntenegru. Conform datelor de la recensământul din 2003, localitatea are 223 de locuitori (la recensământul din 1991 erau 232 de locuitori).

## Demografie
În satul Rovačko Trebaljevo locuiesc 171 de persoane adulte, iar vârsta medie a populației este de 37,6 de ani (36,0 la bărbați și 39,3 la femei). În localitate sunt 67 de gospodării, iar numărul mediu de membri în gospodărie este de 3,33.
Populația localității este foarte eterogenă.
|  |

| Demografie | Demografie | Demografie |
| An         | Locuitori  | Locuitori  |
| ---------- | ---------- | ---------- |
|            |            |            |
|            |            |            |
|            |            |            |
|            |            |            |
| 1948       | 224        |            |
| 1953       | 248        |            |
| 1961       | 238        |            |
| 1971       | 187        |            |
| 1981       | 212        |            |
| 1991       | 232        | 232        |
| 2003       | 223        | 223        |

| \| Componența etnică conform recensământului din 2003[2] \| Componența etnică conform recensământului din 2003[2] \| Componența etnică conform recensământului din 2003[2] \| Componența etnică conform recensământului din 2003[2] \| Componența etnică conform recensământului din 2003[2] \| \| ----------------------------------------------------- \| ----------------------------------------------------- \| ----------------------------------------------------- \| ----------------------------------------------------- \| ----------------------------------------------------- \| \| \| \| \| \| \| \| Sârbi \| Sârbi \| \| 127 \| 56,95% \| \| Muntenegreni \| Muntenegreni \| \| 88 \| 39,46% \| \| Maghiari \| Maghiari \| \| 1 \| 0,44% \| \| Iugoslavi \| Iugoslavi \| \| 1 \| 0,44% \| \| necunoscută \| necunoscută \| \| 0 \| 0% \| |              |  |     |        |
| Componența etnică conform recensământului din 2003 |              |  |     |        |
| |              |  |     |        |
| Sârbi | Sârbi        |  | 127 | 56,95% |
| Muntenegreni | Muntenegreni |  | 88  | 39,46% |
| Maghiari | Maghiari     |  | 1   | 0,44%  |
| Iugoslavi | Iugoslavi    |  | 1   | 0,44%  |
| necunoscută | necunoscută  |  | 0   | 0%     |